# Joods Lyceum (Den Haag)
Het Joods Lyceum (volgens de toenmalige spelling Joodsch Lyceum) was een school in Den Haag, die maar korte tijd heeft bestaan, en wel van 16 oktober 1941 tot 15 april 1943. In die tijd was Nederland door nazi-Duitsland bezet. De school had uitsluitend Joodse leraren en leerlingen.
De school had drie afdelingen: gymnasium, hbs en handelsdagschool.

## Stichting
Het beleid van de nazi’s was erop gericht de joden eerst te isoleren van de rest van de bevolking, ze vervolgens te deporteren naar concentratiekampen en ze uiteindelijk uit te roeien. Een van de eerste maatregelen van de Duitse bezetter was dan ook het ontslag van alle joodse ambtenaren, waaronder ook de leraren, op het eind van november 1940. Negen maanden later, in augustus 1941, liet de bezetter weten dat joodse kinderen vanaf 1 september 1941 alleen nog onderwijs mochten volgen op speciale joodse scholen met enkel joodse docenten. Joodse leerlingen die op andere scholen zaten, mochten na de zomervakantie van 1941 niet meer naar die school terug.
Het gemeentebestuur van Den Haag besloot daarop enkele scholen speciaal te reserveren voor de joodse kinderen: lagere scholen aan de Bezemstraat en de Duinstraat en één middelbare school, het Joodsch Lyceum. Daar werden alle joodse kinderen ondergebracht die voorheen op andere middelbare scholen hadden gezeten. Vijftien meisjes die een MMS-opleiding volgden werden bij de hbs-afdeling ondergebracht. De afdeling handelsdagschool was voor leerlingen van de handelsdagschool aan de Waldeck Pyrmontkade. De leerlingen waren niet alleen afkomstig uit Den Haag, maar ook uit de verre omgeving, tot aan Leiden toe. De leraren waren de joodse docenten die eind 1940 bij andere scholen ontslagen waren. Een enkeling was zelfs docent bij het hoger onderwijs geweest.
De eerste rector was A. Bartels; later nam dr. J. Teixeira de Mattos zijn taak over.

## Het gebouw
De school werd geopend op 16 oktober 1941 in het pand Fischerstraat 135. Het was een voormalige openbare lagere school met vijftien lokalen. In 1939 en 1940 waren er eerst Nederlandse en later Duitse militairen gelegerd. Sommige delen van de Fischerstraat, waaronder dat deel waar het gebouw lag, hadden in die tijd een straatnaambordje ‘Fisherstraat’. Vandaar dat de school ook wel Joodsch Lyceum Fisherstraat werd genoemd. Pas in 2002 ging de hele straat Fischerstraat heten.
De school had in het begin aan alles gebrek. De Afdeling der Scheikundige Technologie van de Technische Hogeschool in Delft stond op verzoek van de leraar scheikunde een aantal benodigdheden af voor het scheikunde-onderwijs. Ook de leiding van het Eerste Gemeentelijk Lyceum, die in november 1941 te horen kreeg dat de school door de bezetter zou worden gevorderd, stond apparatuur af aan het Joodsch Lyceum.

## Verhuizing
Al snel nam het aantal leerlingen van de school af. Sommigen van hen doken onder. In mei 1942 kwamen de deportaties van de joden op gang. Eerst naar Amsterdam, later naar het doorgangskamp Westerbork. Op 26 november 1942 zegde de gemeente de huur op. De maand daarop verhuisde de school naar het gebouw Bezemstraat 1-3, waar al een joodse lagere school gevestigd was. Ook de joodse lagere school op het adres Duinstraat 10 werd opgeheven. Het aantal leerlingen van het lyceum, dat nu de naam Joodsche School voor Voortgezet Onderwijs kreeg, was inmiddels zo ver teruggelopen dat de school voldoende had aan vier lokalen.
Alle kinderen gingen lopend naar school. Met het openbaar vervoer mochten ze niet meer en in juni 1942 hadden alle joden hun fiets moeten inleveren.
Op 10 april 1943 eiste de bezetter dat op 23 april alle joden uit Zuid-Holland, Noord-Holland en Utrecht verdwenen moesten zijn, afgezien dan van Amsterdam. Op 15 april 1943 sloot de gemeente de school aan de Bezemstraat. Een week later vertrok de laatste trein met joden uit Den Haag en werd Den Haag ‘judenfrei’ verklaard.

## Statistieken
Aan het Joodsch Lyceum Fisherstraat/de Joodsche School voor Voortgezet Onderwijs hebben 267 leerlingen onderwijs gevolgd. Zeker 179 van hen zijn in de Tweede Wereldoorlog omgebracht. Van de 43 leraren hebben er 15 de oorlog niet overleefd en van de acht ondersteunende personeelsleden zijn er vijf omgekomen.

## Nasleep
In het gebouw aan de Fischerstraat werd in 1943 tijdelijk de HBS Beeklaan ondergebracht. Na de Tweede Wereldoorlog kwam er weer een lagere school in het gebouw. Momenteel zijn er twee basisscholen gevestigd: de christelijke Paul Krugerschool en de openbare school De Springbok. Op 2 april 2014 werd aan de muur van het gebouw een herdenkingsplaquette ter herinnering aan het Joodsch Lyceum en zijn leerlingen onthuld. Rolf Nihom, een voormalige leerling van de school, hield daarbij een toespraak. Hij karakteriseerde de school als ‘een zinkend schip, elke week minder leerlingen en meer lege schoolbanken’.
In het schoolgebouw aan de Bezemstraat waren na de oorlog weer scholen gevestigd. Later is het gebouw afgebroken. Op de speelplaats van de verdwenen school bevindt zich sinds 20 november 2006 het Joods Kindermonument.
In 2003 werd een boek over het Joodsch Lyceum gepubliceerd: Wally de Lang, Slotakkoord der kinderjaren: Herinneringen aan het Joodsch Lyceum Fisherstraat, Den Haag 1941-1943, Stichting Voormalig Joodsch Lyceum Fisherstraat, Amsterdam, 2003. In 2014 verscheen een Hebreeuwse vertaling.